# Rodolfo Puiggrós

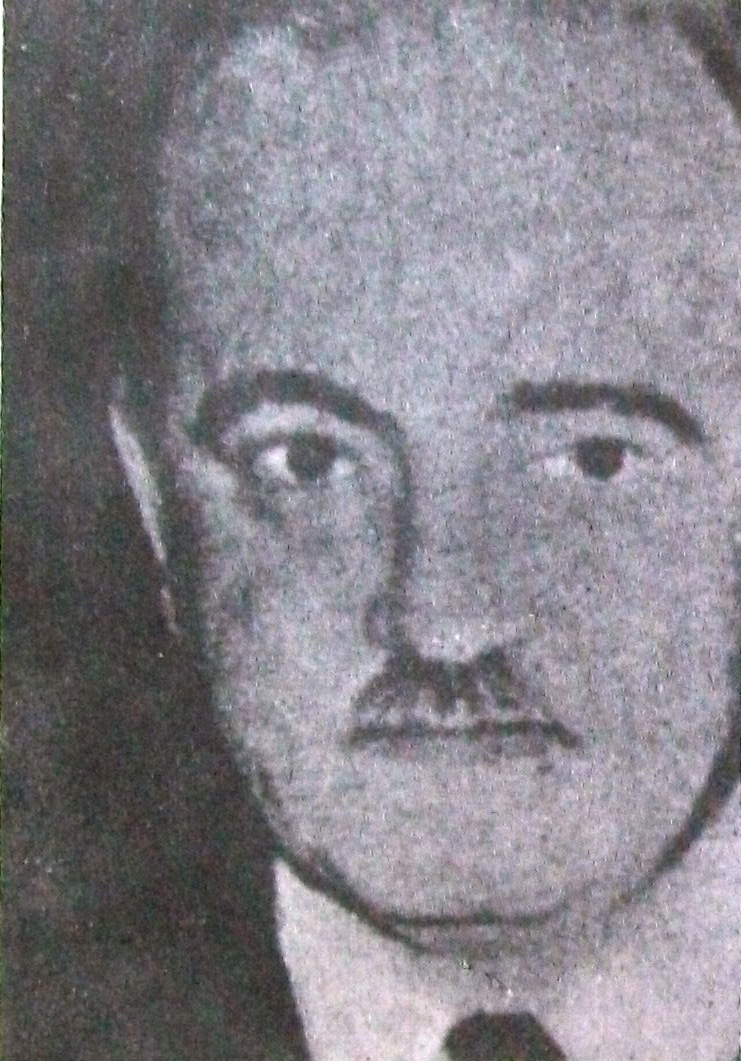
Rodolfo Puigrós

Rodolfo José Puiggrós  (Buenos Aires, 19 de novembro de 1906 - La Habana, 12 de novembro de 1980) foi um escritor, historiador, jornalista e político argentino.

## Biografia
Em 1926 acompanhou  seu pai em uma viagem de negócios por Espanha, Portugal, Bélgica, Holanda, Escandinávia e a União Soviética, onde se apaixonou pela revolução bolchevique. Este acontecimento marcou sua pessoalidade e desde esse momento se interessou pela questão do protagonismo da classe operária. Viveu dois anos em Paris e dois em Londres; e quando retornou em 1928, ingressou no Partido Comunista da Argentina.
Trabalhou como redator do jornal Crítica, desde 1935 até 1955. Formou parte da Associação de Intelectuais, Artistas, Jornalistas e Escritores (AIAIPE) que fundara em 1935 Aníbal Ponce. Fundou o jornal Brújula, a revista Argumentos e o jornal El Norte, de Jujuy. Na mesma época foi docente no Colégio Livre de Estudos Superiores. Apoiou a crítica dos operários ferroviários comunistas à direção de seu partido, e a exigência de uma aliança com o movimento peronista, pelo que foi expulso do Partido Comunista em 1946. Então fundou o Movimento Operário Comunista, aliado do movimento de Juan Domingo Perón. Desde 1947 até o golpe de estado de 1955, dirigiu o jornal Clase Obrera, ligado ao movimento operário peronista.
Desde 1955 a 1961, participou ativamente na resistência peronista aos governos militares, a través da organização Argentinos de Pie. Em 1956, publicou seu mais famoso livro Historia crítica dos partidos políticos na Argentina. No mesmo ano, perseguido pela ditadura, começou seu primeiro exílio político em México.
Em 1959 viajou à República Popular da China, invitado pelo governo chinês. Entre 1961 e 1967 viveu em México. Foi professor da UNAM y cofundador do jornal El Día e de seu suplemento El Gallo Ilustrado. Até 1977 escreveu uma coluna sobre temas internacionais.
Em 1973 foi nomeado Reitor da Universidade de Buenos Aires, que começou  a se chamar Universidade Nacional e Popular de Buenos Aires. Criou o Instituto do Terceiro Mundo, com o padre Hernán Benítez, Sergio Puiggrós, Dúmar "Tito" Albavi e Mario Hernández, entre outros.
Como sua vida corria perigo pelas reiteradas ameaças da Triple A de José López Rega, la organização Montoneros o trasladou a México com sua companheira Delia Carnelli. Seu filho Sergio morreu combatendo como oficial da organização guerrilheira Montoneros em 1976.
En 1977 dirigiu o ramo de Profissionais, Intelectuais e Ertistas do Movimento Peronista Montonero, agrupando a Juan Gelman, Pedro Orgambide, Norman Briski e Sylvia Bermann, entre outros; depois se adicionaram Pino Solanas, Héctor Germán Oesterheld, Rodolfo Walsh, Miguel Bonasso, Paco Urondo e muitos mais. Passou a formar parte da mesa diretiva dos Montoneros, com Yager, Perdía, Obregón Cano, Vaca Narvaja, Bidegain, Pereyra Rossi y Mario Firmenich. Foi fundador do Comité de Solidariedade com o Povo Argentino (COSPA), do que era secretario geral no momento de seu falecimento. Também fundou o Comité de Solidariedade Latino-americana, con Mario Guzmán Galarza de Bolívia, Gabriel García Márquez de Colombia, Pedro Vuskovic de Chile, Gerard Pierre Charles de Haití, Pablo González Casanova de México, Jorge Turner Morales de Panamá, Gerardo Carnero Checa de Peru, Carlos Quijano de Uruguai e outros. Dirigiu a Editorial Patria Grande até sua morte.
Aos 73 anos, o dia 12 de novembro de 1980, Rodolfo Puiggrós faleceu na Clínica Central Cira García dacidade de La Habana, em Cuba. O dia 15 de novembro seus restos foram trasladados à Cidade de México. Em 1987 suas cinzas foram trasladadas a Buenos Aires, para cumprir seu desejo de descansar junto a seu filho Sergio.

## Libros
- La locura de Nirvo, Buenos Aires, M. Gleizer, 1928.
- A 130 años de la revolución de Mayo, Buenos Aires, A.I.A.P.E, 1940.
- De la colonia a la revolución, Buenos Aires, A.I.A.P.E, 1940.
- La herencia que Rosas dejó al país, Buenos Aires, Problemas, 1940.
- Mariano Moreno y la revolución democrática argentina, Buenos Aires, Problemas, 1941.
- El pensamiento de Mariano Moreno (Selección y prólogo), Buenos Aires, Lautaro, 1942.
- Los caudillos de la revolución de mayo, Buenos Aires, Problemas, 1942.
- Rosas el pequeño, Montevideo, Pueblos Unidos, 1943.
- Los utopistas (Selección e introducción), Buenos Aires, Futuro, 1945.
- Los enciclopedistas (Selección e introducción), Buenos Aires, Futuro, 1945.
- Historia económica del Río de la Plata, Buenos Aires, Futuro, 1945.
- La época de Mariano Moreno, Buenos Aires, Partenón, 1949.
- Historia crítica de los partidos políticos argentinos, Buenos Aires, Argumentos, 1956.
- Libre empresa o nacionalización de la industria de la carne, Buenos Aires, Argumentos, 1957, 2.ª ed., 1973.
- El proletariado en la revolución nacional, Buenos Aires, Trafac, 1958.
- La España que conquistó al Nuevo Mundo, México, B. Costa-Amic, 1961.
- Los orígenes de la filosofía, México, B. Costa-Amic, 1962.
- Génesis y desarrollo del feudalismo, México, Trillas, 1965.
- Pueblo y oligarquía, Buenos Aires, Jorge Álvarez, 1965.
- El yrigoyenismo, Buenos Aires, Jorge Álvarez, 1965.
- Integración de América Latina, Factores ideológicos y políticos, Buenos Aires, Jorge Álvarez, 1965.
- Juan XXIII y la tradición de la Iglesia, Buenos Aires, Jorge Álvarez, 1966.
- Las izquierdas y el problema nacional, Buenos Aires, Jorge Álvarez, 1967.
- Las corrientes filosóficas y el pensamiento político argentino, Buenos Aires, IPEAL, 1968.
- La democracia fraudulenta, Buenos Aires, Jorge Álvarez, 1968.
- El peronismo: sus causas, Buenos Aires, Jorge Álvarez, 1969.
- Argentina entre golpes, Buenos Aires, Carlos Pérez, 1969.
- América Latina en transición, Buenos Aires, Juárez Editor. 2 vols, 1969.
- A dónde vamos, argentinos, Buenos Aires, Corregidor, 1972.
- La Universidad del Pueblo, Buenos Aires, Ediciones de Crisis, 1974.